# Lucynów Duży
Lucynów Duży – wieś w Polsce położona w województwie mazowieckim, w powiecie wyszkowskim, w gminie Wyszków. Ma status sołectwa.
W latach 1975–1998 miejscowość administracyjnie należała do województwa ostrołęckiego.
Wieś jest siedzibą rzymskokatolickiej parafii św. Antoniego. Działa także Ochotnicza Straż Pożarna włączona do Krajowego Systemu Ratowniczo-Gaśniczego (OSP KSRG Lucynów Duży).